# 3,3′-Methylenbis(5-methyloxazolidin)
3,3′-Methylenbis(5-methyloxazolidin), MBO oder „Reaktionsprodukt aus Paraformaldehyd und 2-Hydroxypropylamin (Verhältnis 3:2)“, ist ein so genannter Formaldehydabspalter und wird als Biozid zur Konservierung von Flüssigkeiten, wie z. B. von Wasserlacken und Kühlschmiermitteln, sowie als Schwefelwasserstofffänger bei der Öl- und Gasaufbereitung eingesetzt.

## Vorkommen und Darstellung
Das „Reaktionsprodukt aus Paraformaldehyd und 1-Aminopropan-2-ol im Verhältnis 3:2“ ist ein so genannter UVCB-Stoff (Unknown or Variable composition, Complex reaction products or Biological materials) und entsteht bei der Umsetzung von Formaldehyd HCHO oder Paraformaldehyd (HCHO)n neben α,α′,α′′-Trimethyl-1,3,5-triazin-1,3,5(2H,4H,6H)-triethanol (HPT), das bei einem Formaldehyd:Aminopropanol-Verhältnis 1:1 zum Hauptprodukt wird.
Die Reaktion verläuft exotherm und wird bei 80 °C gehalten. Nach dem Abdestillieren des entstandenen Wassers wird das Produkt durch Vakuumdestillation gereinigt.

## Eigenschaften
3,3′-Methylenbis(5-methyloxazolidin) ist eine gelbliche Flüssigkeit mit aminartigem Geruch, deren wässrige Lösungen (1,5 g·cm−3) alkalisch reagieren (pH-Wert 10 bei 20 °C). Die Verbindung ist bei erhöhten Temperaturen (bis 186 °C) und über einen weiten pH-Bereich stabil. In wässriger Lösung zerfällt MBO langsam in seine Ausgangsstoffe 1-Aminopropan-2-ol und Formaldehyd (davon 45 % freisetzbar). MBO wirkt stark bakterizid und fungizid und hemmt das Wachstum von Hefen und Algen. Es besitzt antikorrosive Eigenschaften und beseitigt Schwefelwasserstoff H2S aus Prozessströmen.

## Anwendungen
3,3′-Methylenbis(5-methyloxazolidin) ist ein breit wirksamer und langzeitaktiver Formaldehydabspalter und wird als Biozid zur Konservierung von wasserbasierten Lacken, Kühlschmieremulsionen, Ölen, sowie von Schmier- und Treibstoffen, wie z. B. Diesel (und Biodiesel), eingesetzt. MBO wird als Biozid und als Abfangreagenz für Schwefelwasserstoff (engl. hydrogen sulfide scavenger) in der Öl- und Gasexploration und -verarbeitung verwendet.

## Risikobewertung
3,3′-Methylenbis(5-methyloxazolidin) (Oxazolidin/MBO) [Reaktionsprodukt von Paraformaldehyd und 2-Hydroxypropylamin (Verhältnis 3:2)] ist wegen der Freisetzung von Formaldehyd aus MBO und dem Nebenprodukt HPT nach Expertenmeinung der Europäischen Chemikalienagentur ECHA ein potentieller Substitutionskandidat (engl. potential candidate for substitution). Das Reaktionsprodukt unterliegt derzeit einer umfassenden Bewertung bezüglich seiner weiteren Verwendung in den Produktarten PT 2 (Desinfektion), PT 6 (Topf-Konservierungsmittel), PT 11 (Kühlmittel), PT 12 Schleimbekämpfung) und PT 13 (Kühlschmiermittel). Im Jahr 2015 erfolgte eine Bewertung nach dem H-Satz H 350 (kann Krebs erzeugen) bzw. Carc. 1B (wahrscheinlich beim Menschen karzinogen), die in den Sicherheitshinweisen einiger Datenbanken, z. B. GESTIS noch nicht berücksichtigt ist.

## Hersteller und Handelsnamen
3,3′-Methylenbis(5-methyloxazolidin) bzw. das Reaktionsprodukt von Paraformaldehyd und 2-Hydroxypropylamin (Verhältnis 3:2) wird von Lubrizol unter dem Markennamen Contram® MBO, von Vink Chemicals unter der Bezeichnung grotan OX (früher von Schülke & Mayr als Grotan® OX im Markt) und von Troy Corp. unter dem Warenzeichen Bakzid® hergestellt und vermarktet.